# Stanisław Leszczyński (geolog)
Stanisław Leszczyński – polski geolog, doktor habilitowany nauk o Ziemi, specjalność: sedymentologia.

## Biografia
Jest profesorem nadzwyczajnym na Uniwersytecie Jagiellońskim. 21 marca 1979 otrzymał doktorat na podstawie pracy pt. „Sedymentacja piaskowców ciężkowickich jednostki śląskiej w Karpatach”, a habilitację 3 listopada 1998 na podstawie pracy pt. „Origin of the Sub-Menilite Globigerina Marl (Eocene-Oligocene transition) in the Polish Outer Carpathians”.